# Mistrzostwa Polski w Biathlonie 1994
28. Mistrzostwa Polski w biathlonie odbyły się w 1994 w Dusznikach-Zdroju. Rozegrano pięć konkurencji: trzy konkurencje męskie: bieg indywidualny na dystansie 20 kilometrów, bieg sprinterski na dystansie 10 kilometrów i sztafetę 4 x 7,5 kilometrów oraz dwie konkurencje kobiece: bieg indywidualny na dystansie 15 kilometrów i bieg sprinterski na dystansie 7,5 km (nie odbyła się sztafeta 3 x 7,5 kilometrów).

## Terminarz i medaliści
| Data | Konkurencja                | Złoto                                                                        | Srebro                                                                        | Brąz                                                                                        |
| 1994 | Bieg indywidualny mężczyzn | Jan Ziemianin Legia Zakopane                                                 | Dariusz Kozłowski Biathlon Wałbrzych                                          | Jan Wojtas Biathlon Wałbrzych                                                               |
| 1994 | Bieg sprinterski mężczyzn  | Tomasz Sikora Biathlon Śląski-Dynamit Chorzów                                | Jan Wojtas Biathlon Wałbrzych                                                 | Jan Ziemianin Legia Zakopane                                                                |
| 1994 | Bieg sztafetowy mężczyzn   | Biathlon Wałbrzych Jacek Magiera Zbigniew Filip Dariusz Kozłowski Jan Wojtas | Legia Zakopane Wojciech Kozub Jan Ziemianin Wiesław Ziemianin Krzysztof Topór | Biathlon Śląski-Dynamit Chorzów Grzegorz Dworok Tomasz Sikora Krzysztof Sosna Jacek Strzała |
| 1994 | Bieg indywidualny kobiet   | Anna Stera MKS Duszniki-Zdrój                                                | Helena Mikołajczyk Legia Zakopane                                             | Krystyna Liberda Legia Zakopane                                                             |
| 1994 | Bieg sprinterski kobiet    | Anna Stera MKS Duszniki-Zdrój                                                | Halina Pitoń Legia Zakopane                                                   | Iwona Daniluk MKS Karkonosze Jelenia Góra                                                   |